# 嵐小六 (5代目)
五代目 嵐 小六（ごだいめ あらし ころく、生年不詳 - 安政5年〈1858年〉8月）とは、江戸時代後期に上方や江戸で活躍した歌舞伎役者。俳名は珉子、屋号は吉田屋。
初代嵐雛助の五男として生まれる。叶八十次郎の名で上方の舞台で活躍。文化14年（1817年）、兄の叶珉子が四代目小六襲名をしたのに合せて、二代目珉子を襲名する。若女形として注目され、文政9年（1826年）、兄四代目小六の死後に叶みんしと改名。天保2年（1831年）には活動拠点を江戸に移し、中村座、河原崎座、市村座などの大芝居で活躍、天保14年（1843年）11月、河原崎座の『稚軍法振袖武蔵』で五代目小六を襲名する。女形として特に年増役や老女役に秀でた。だが芸では伸び悩み、あたら上方の名家に生まれながら大成しなかったことが惜しまれる。